# Johann Urbanek
Johann Urbanek est un footballeur international autrichien, né le 10 octobre 1910 en Autriche-Hongrie et mort le 7 juillet 2000. Il évolue au poste de milieu de terrain du milieu des années 1920 au début des années 1950.

## Biographie
Il évolue de 1925 à 1953 dans le championnat autrichien.
Avec l'équipe d'Autriche, il est sélectionné par l'entraîneur autrichien Hugo Meisl pour participer à la Coupe du monde 1934 en Italie.
Durant la compétition, les Autrichiens se défont des Français 3 à 2 au 1er tour, avant de l'emporter sur la Hongrie 2-1 en quart de finale. Ils sont finalement éliminés par les futurs champions du mondial, l'équipe d'Italie sur un score de 1 but à 0, et sont battus par les Allemands 3-2 lors du match pour la troisième place.
En 1941, il joue avec l'équipe d'Allemagne, à la suite de l'annexion du pays par les Nazis.

## Palmarès
Johann Urbanek remporte la Coupe Mitropa en 1934 avec le SK Admira Vienne. Il gagne également avec cette équipe cinq titres de champion d'Autriche en 1932, 1934, 1936, 1937 et 1939. Il termine également vice-champion de la compétition en 1935, et est aussi vice-champion d'Allemagne en 1939. Il est aussi vainqueur de deux Coupes d'Autriche en 1932 et 1934.
Avec l'équipe d'Autriche, il termine quatrième de la Coupe du monde 1934. Il compte quinze sélections en équipe nationale obtenues entre 1931 et 1936, et une avec l'équipe d'Allemagne en 1941,.